# Marcadet - Poissonniers (metrostation)
Marcadet - Poissonniers is een station van de metro in Parijs langs de metrolijnen 4 en 12 in het 18de arrondissement. Aanvankelijk waren dit twee stations: Marcadet voor lijn 4, geopend 21 april 1908, en Poisonniers (geopend 23 augustus 1916) op lijn A van de concurrerende Nord-Sud metro-onderneming. Nadat de CMP de firma Nord-Sud overnam is de naam van lijn A veranderd in lijn 12, en is onder de boulevard Barbès een voetgangerstunnel aangelegd die beide stations met elkaar verbindt. Het station is vervolgens op 25 augustus 1931 onder de nieuwe naam Marcadet-Poissonniers geopend. Op de perrons van het station van lijn 12 is nog wel wat terug te zien van de oorsprong als Nord-Sud station; onder meer de tegeltableaus met de richtingaanduiding boven de tunnelingangen.
Het perron van lijn 4 ligt onder de Boulevard Barbès waar deze de Rue Marcadet kruist; het perron van lijn 12 ligt onder de Rue Ordener, waar deze kruist met de Rue des Poissoniers.
Porte de Clignancourt · 
Simplon · 
Marcadet - Poissonniers · 
Château Rouge · 
Barbès - Rochechouart · 
Gare du Nord · 
Gare de l'Est · 
Château d'Eau · 
Strasbourg - Saint-Denis · 
Réaumur - Sébastopol · 
Étienne Marcel · 
Les Halles · 
Châtelet · 
Cité · 
Saint-Michel · 
Odéon · 
Saint-Germain-des-Prés · 
Saint-Sulpice · 
Saint-Placide · 
Montparnasse - Bienvenüe · 
Vavin · 
Raspail · 
Denfert-Rochereau · 
Mouton-Duvernet · 
Alésia · 
Porte d'Orléans ·
Mairie de Montrouge ·
Barbara ·
Bagneux - Lucie Aubrac
Mairie d'Aubervilliers · Aimé Césaire · Front Populaire · Porte de la Chapelle · Marx Dormoy · Marcadet - Poissonniers · Jules Joffrin · Lamarck - Caulaincourt · Abbesses (metrostation) · Pigalle · Saint-Georges · Notre-Dame-de-Lorette · Trinité - d'Estienne d'Orves · Saint-Lazare · Madeleine · Concorde · Assemblée nationale · Solférino · Rue du Bac · Sèvres - Babylone · Rennes · Notre-Dame-des-Champs · Montparnasse - Bienvenüe · Falguière · Pasteur · Volontaires · Vaugirard · Convention · Porte de Versailles · Corentin Celton · Mairie d'Issy